# Kia Stinger
O Kia Stinger (em coreano:  기아 스팅어) é um liftback do segmento D fabricado pela Kia entre 2017 e 2023.

## Visão geral

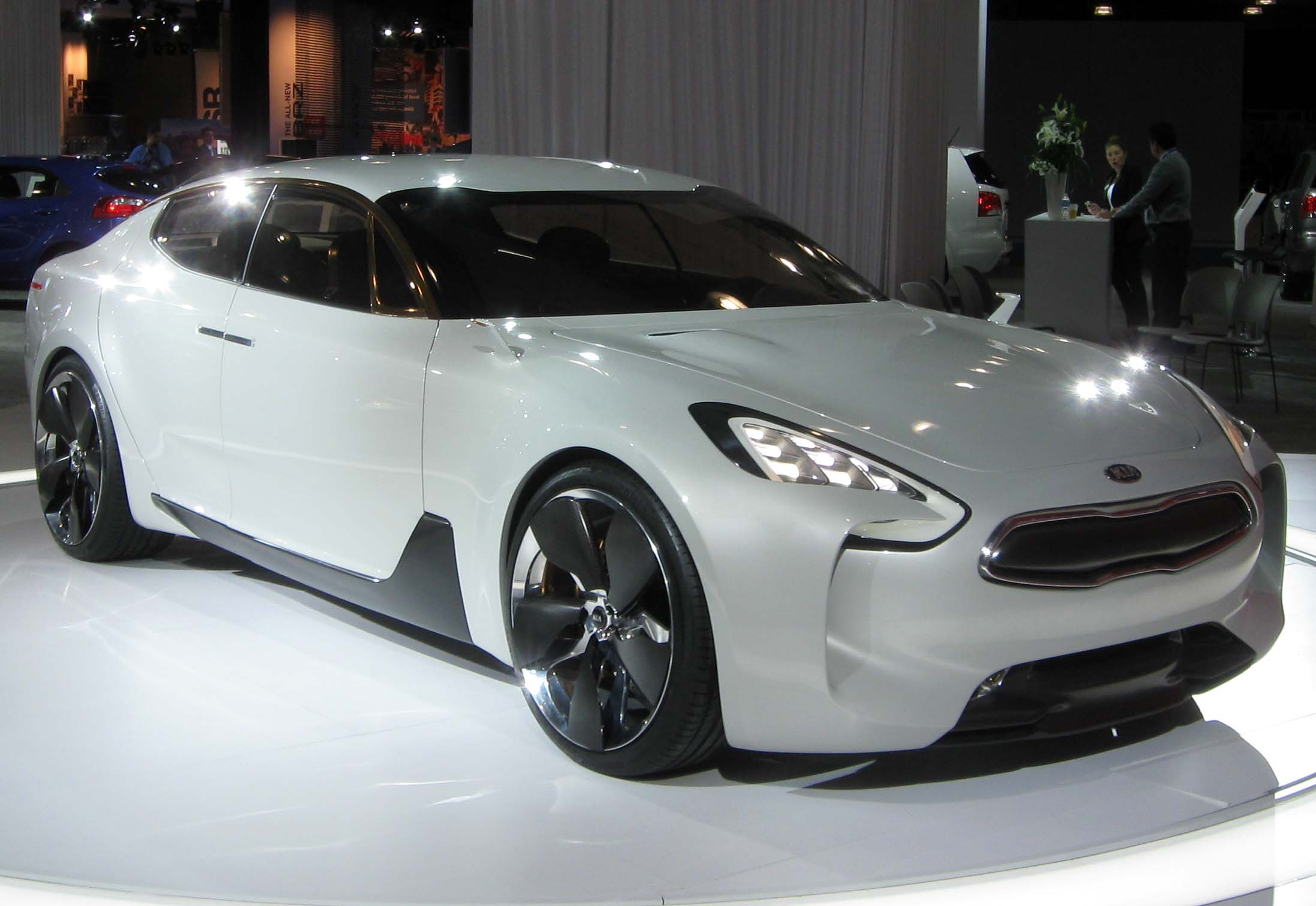
Conceito Kia GT 2011

O Stinger tem suas raízes no GT Concept do Salão do Automóvel de Frankfurt de 2011 e no Kia GT4 Stinger do Salão Internacional de Automóvel Norte-Americano de 2014. O trabalho de design foi liderado por Peter Schreyer e Gregory Guillaume (Designer Chefe da Kia) no estúdio europeu da Kia em Frankfurt e projetado pelo ex-vice-presidente de engenharia da BMW M, Albert Biermann. O carro foi revelado no Salão Internacional de Automóvel Norte-Americano de 2017. Biermann é agora o vice-presidente executivo de desenvolvimento de desempenho e veículos de alto desempenho do Hyundai Motor Group.
Os testes do carro envolveram mais de 1.000 quilômetros no Circuito Internacional da Coreia e 10.000 quilômetros no Nürburgring Nordschleife.

### Desempenho
O Stinger usa uma versão encurtada da plataforma de motor dianteiro e tração traseira do Hyundai Genesis com reforço de aço adicional e é oferecido com uma escolha de dois motores: um quatro cilindros turboalimentado de 2,0 litros que produz 255 cv; e um motor V6 biturbo de 3.342 cc que gera 370 cv a 6.000 rpm e 510 N⋅m de torque de 1.300-4.500 rpm para a variante AWD. Para os mercados europeu e coreano, o Stinger é oferecido com um I4 diesel CRDi de 2,2 litros básico que produz 202 cv. As variantes GT são equipadas com freios Brembo e pneus Michelin. A única transmissão é uma automática de 8 marchas com cinco modos de direção mais paddle-shifters.
A Kia alega que o Stinger acelera de zero a 100 km/h em 7,7, 6 e 4,9 segundos para o diesel de 2,2 litros, gasolina de 2,0 litros e gasolina de 3,3 litros, respectivamente. Schreyer supostamente dirigiu um Stinger GT de pré-produção a uma velocidade máxima de 269 km/h na Autobahn.
Durante um teste da Car and Driver, um GT 3.3T com tração nas quatro rodas e pneus Michelin Pilot Sport 4 atingiu 0–97 km/h em 4,6 segundos na pista, atingiu 0,91 g no skidpad e foi capaz de parar de 113 km/h em 50 m. De acordo com esta publicação, a velocidade máxima do modelo dos EUA é governada em 269 km/h pelas especificações da Kia. Em testes conduzidos pela Motor Trend, o Stinger 2.0 RWD de quatro cilindros com pneus Bridgestone Potenza atingiu 97 km/h em 6,6 segundos, completou a corrida de 0,4 km em 15 segundos e parou de 97 km/h em 38 m. A aceleração lateral média registrada em testes de pista foi de 0,85 g.

## Reestilização
Em agosto de 2020, a Kia revelou um Stinger renovado que foi colocado à venda na Coreia do Sul no terceiro trimestre de 2020 e no mundo todo até o final do ano. As atualizações de estilo incluem faróis e lanternas revisados, uma nova tela de infoentretenimento de 10,25 polegadas e um design de roda adicional. A Kia também adicionou um motor Smartstream FR G2.5 T-GDi opcional de 2,5 litros produzindo 304 cv, bem como um escapamento variável ao Lambda II RS T-GDi de 3,3 litros existente que aumenta a potência em 3 cv.
O Kia Stinger foi atualizado para o mercado britânico em 6 de janeiro de 2021, enquanto o modelo norte-americano foi atualizado em 16 de março de 2021, tornando-o um dos primeiros carros a ostentar o novo logotipo da Kia na referida região, junto com o [Kia Carnival|Carnival]]. O modelo mexicano chegou mais tarde em 3 de maio de 2021, também ostentando o novo logotipo da Kia.

## Uso policial
Em 2018, o Serviço Policial de Queensland e a Polícia da Tasmânia na Austrália selecionaram o Stinger 330S como sua nova viatura de Polícia Rodoviária, substituindo as viaturas de polícia descontinuadas Ford Falcon e Holden Commodore.
Desde 2019, as variantes V6 do Stinger têm sido utilizadas por unidades policiais SPEED na Polônia. Os veículos não marcados são usados para monitorar a segurança nas estradas; eles também são usados como veículos de perseguição.
Em 2021, a Polícia de Merseyside, do noroeste da Inglaterra, começou a usar o Stinger.

## Descontinuação
Em outubro de 2022, a Kia planejou encerrar a produção do Stinger em abril de 2023. O motivo por trás disso é devido à demanda em declínio em todo o mundo, com apenas 1.499 unidades vendidas em seu país de origem, a Coreia, sendo o modelo Kia menos vendido, a Kia simplificando sua gama ao encerrar as vendas de produtos com baixa demanda e a estratégia de eletrificação da Kia com planos de introduzir um sedã elétrico do tipo cupê.
Em dezembro de 2022, a Kia lançou a variante Stinger Tribute Edition para marcar o fim da produção, com base na variante a gasolina turboalimentada Stinger GT de 3,3 litros, tem uma cor externa exclusiva, estofamento interno e especificações de design. A variante Tribute Edition é limitada a 1.000 unidades em todo o mundo; 200 unidades para a Coreia e 800 unidades em todo o mundo. O exterior apresenta a nova cor Moonscape Gray fosca, e as rodas de 19" e freios Brembo são em preto. Para o interior, há soleiras de porta numeradas individuais, estofamento de couro marrom Terracotta, acabamento em fibra de carbono falso nos painéis das portas e painel, os ícones de vespa embutidos nos encostos de cabeça dos assentos.